# Khodja
Khodja (Khoja) o Khwadja és un títol d'origen persa, inicialment donat als mestres i savis, i a ministres i eunucs. Sota els samànides s'hi afegia "buzurg" (gran) i designava al cap de la burocràcia; posteriorment fou assignat als visirs, escriptors, rics i comerciants. A l'Àsia central els khoja eren els descendents dels califes, de rang per darrere dels sayyids, descendents del Profeta; els Khoja Sayyid Ata eren els que podien provar la seva descendència, mentre que els Khoja Jubayri eren els que no podien justificar la descendència però mantenien una tradició de respecte i coneixement. Els khoges com a grup van arribar a dominar el Kanat de Yarkand a part del Turquestan el segle xviii però foren eliminats pels xinesos.
A Egipte a l'edat mitjana es donava als grans comerciants estrangers i progressivament es va estendre als estrangers en general. A l'Imperi Otomà es donava als ulemes i en plural (khwadjegan) a una categoria de funcionaris. A l'Índia va designar als ismaïlites nizarites seguidors de l'Aga Khan. A la moderna Turquia, el nom d'hodja (ortografia actual hoca) s'aplica als religiosos professionals i sovint als professors.

## Alguns personatges que van portar aquest títol
- Dimaskh Khwadja
- Khwadja Altaf Husayn Hali
- Khwadja Asad ibn Nasr ibn Djahsiyar ibn Farrukan Amin al-Din al-Abzari al Ansari al Fali
- Khwadja Abu Nasr Ahmad ibn Muhammad ibn Abd al-Samad al-Shirazi
- Kamal al-Din Abu Amr Khwadja al-Abhari
- Khwadja Abd Allah Ansari, famós savi d'Herat (1006-1089)
- Khwadja Shams al-Din Muhammad ibn Khwadja Sayyid Admad al-Shirazi, alt dignatari timúrida
- Khwadja Ghiyath al-Din Muhammad ibn Rashid al-Din Fadhl Allah, visir il-kànida
- Khwadja Mahmud Gawan, visir bahmànida
- Khwadja Amid al-Din Abu Nasr Asad Absari, visir salghúrida (finals del segle xii)
- Khwadja Rashid al-Din, visir i historiador persa

Vegeu també: Khoges i Khwadja-i Djahan